# 多爾蒂 (密蘇里州)
多爾蒂（英語：Daugherty）是位於美國密蘇里州卡斯縣的非建制地區。

## 地理
多爾蒂所處的海拔為高於海平面272米（即892英呎），而該地所採用的時區為UTC-6，即北美中部時區（CST）。同時該地設有夏令時間，為UTC-6調快一小時，即UTC-5（CDT）。